# Sphenacodon
Sphenacodon é um gênero de pelicossauro do Permiano Inferior. Como o nome sugere, Sphenacodon pertence à família Sphenacodontidae, uma linhagem que foi aparentada aos Therapsidas. As "espinhas" vertebrais do Sphenacodon eram longas, e provavelmente atuavam como um ponto de fixação para músculos massivos das costas, levando o animal a movimentarse de maneira poderosa em sua predação. Embora as "espinhas" fossem longas, não teve uma "vela" dorsal como o Dimetrodon. Entretanto, era proximamente relacionado ao Dimetrodon molcocus e outros sphenacodontídeos. Sphenacodon viveu no início do Permiano na região, hoje, da América do Norte, mais especificamente, no atual Texas e Novo México.

## Espécies
- Sphenacodon britannicus (von Huene, 1908)
- Sphenacodon ferox Marsh, 1878
- Sphenacodon ferocior Romer, 1937

## Galeria

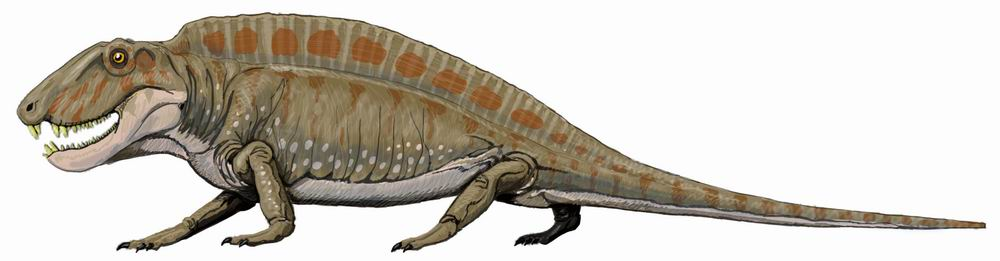
Ilustração de Sphenacodon